# Насарит, Кристиан
Кристиан Насарит Труке (исп. Cristian Nazarit Truque; родился 13 августа 1990 года, Вильяррика, Толима, Колумбия) — колумбийский футболист, нападающий клуба «Индепендьенте Медельин B». Выступал за юношескую сборную Колумбии.

## Клубная карьера
Насарит начал свою карьеру в молодёжных рядах клуба «Америка Кали». В 2008 году он переехал в «Индепендьенте Санта-Фе» и в итоге стал ключевым игроком в клубе, сыграв 42 матча в лиге и забив 16 мячей. В начале февраля 2011 года Насарит был связан с переездом из «Индепендьенте Санта-Фе» в серьёзный клуб «Индепендьенте» в Аргентине, но к нему он так и не присоединился к клубу.
В мае 2011 года Насарит присоединился к клубу американской Major League Soccer «Чикаго Файр». Он дебютировал в лиге 28 мая 2011 года в игре против «Сан-Хосе Эртквейкс». В той игре Кристиан пробил в ворота противника трижды, а одно из добиваний, выполненным Домиником Одуро, стало голевым. После окончания сезона 2011 Насарит покинул «Чикаго Файр».